# Euxoa pestula
Euxoa pestula är en fjärilsart som beskrevs av Smith 1904. Euxoa pestula ingår i släktet Euxoa och familjen nattflyn. Inga underarter finns listade i Catalogue of Life.